# Ван Эйк, Ян Карел
Ян Карел ван Эйк (нидерл. Jan Сarel van Eyck, Jan Karel van Eyck; 1649, Антверпен — 1686/1706) — фламандский живописец. Работал в Антверпене и в городах Италии. Известен сельскими и городскими пейзажами с бытовыми сценами. Он также упоминается как портретист и автор картин на библейские сюжеты.

## Биография
Ян Карел ван Эйк родился в Антверпене в семье художника Николаса ван Эйка (1617—1679) и Димфаны Хейман (?—1690). Крещён 12 мая 1649 года. Его отец был художником батальных сцен, а его дядя (брат Николаса) Гаспар ван Эйк был известным живописцем-маринистом. У него был ещё один брат, также по имени Николас, который стал художником, но о его произведениях ничего не известно.
Семья Яна Карела была зажиточной и жила в престижном доме в Антверпене. Его отец в 1658 году стал капитаном местной стрелковой роты. Ян Карел был зарегистрирован в Гильдии Святого Луки в Антверпене как ученик живописца исторических картин Яна Эразма Квеллина Младшего, у которого он начал учиться в 1669 году.
Ян Карел ван Эйк путешествовал по Италии, и его имя зафиксировано в Риме в 1677 году. На зимнем пейзаже, сделанном в 1697 году, есть подпись «Roma», что является ещё одним свидетельством того, что он проживал в Риме.
Дальнейший след художника затерялся в Италии, и считается, что он так и не вернулся в Антверпен. Неясно, когда и где он умер. Должно быть, это было после 1686 года (известна картина того года) или 1697 года (если судить по подписи на картине, но ясных документальных записей об этом не существует).

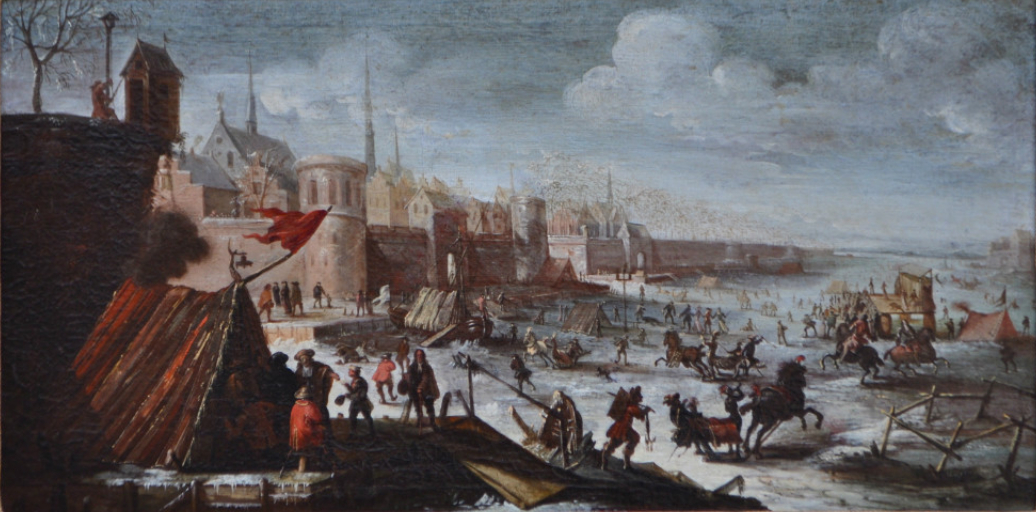
Фламандский городской пейзаж с замёрзшей рекой. Между 1677 и 1692. Холст, масло
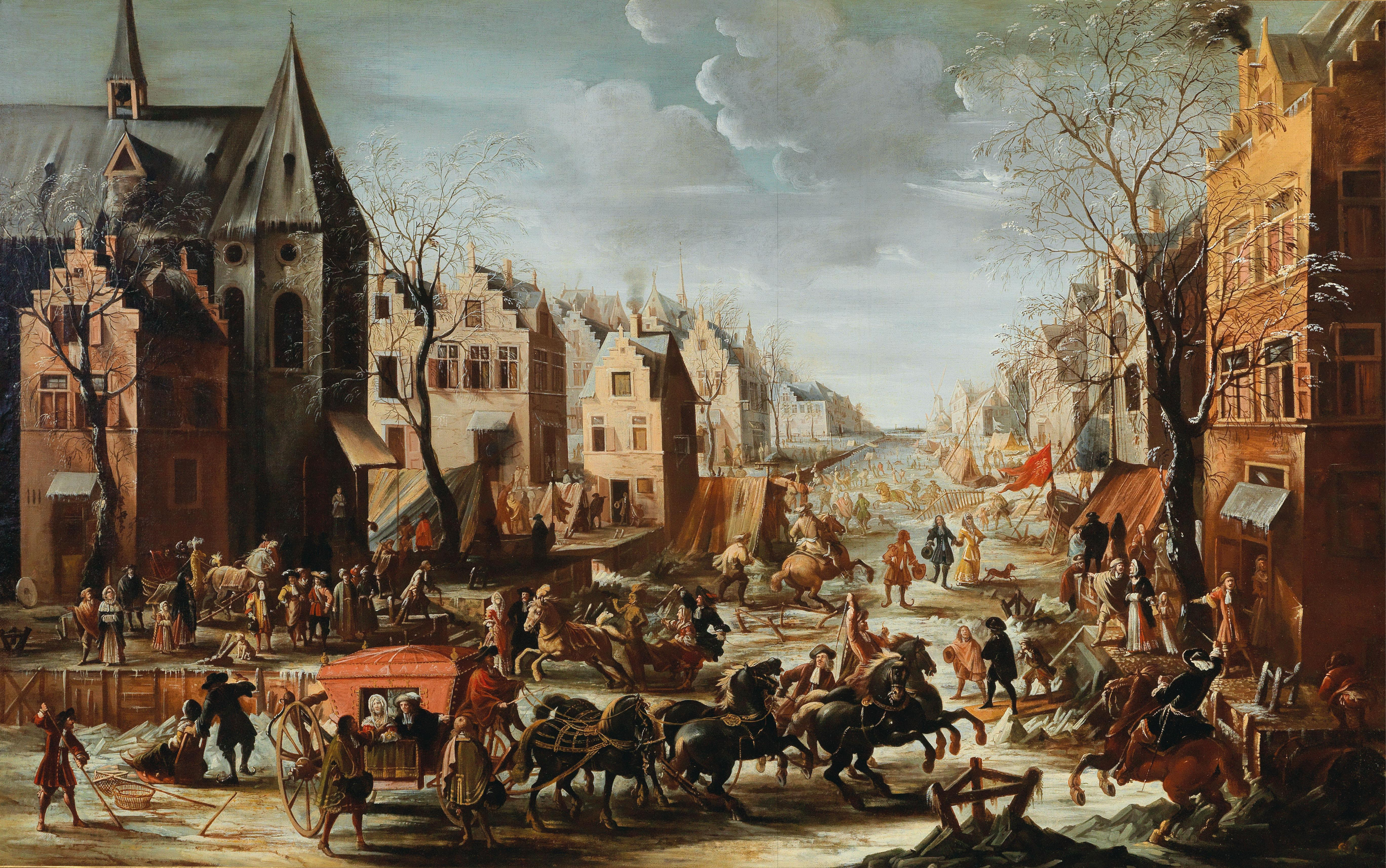
Зимний городской пейзаж с каретами. Между 1677 и 1692. Холст, масло. Частное собрание
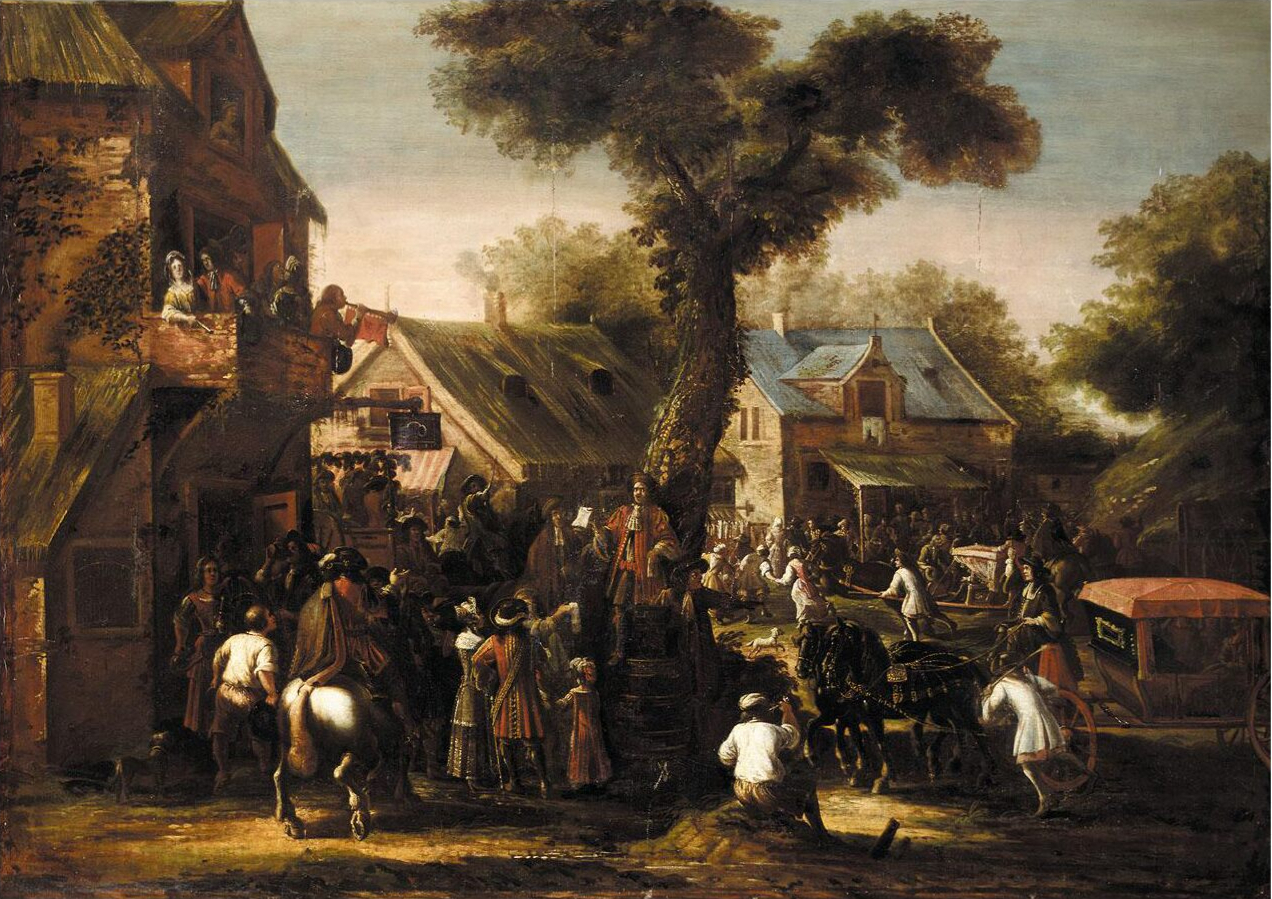
Многолюдная деревенская сцена с посланником, читающим объявление. 1686. Холст, масло. Частное собрание